# Monastero di Santa Rita da Cascia
Il monastero di Santa Rita da Cascia, già monastero di Santa Maria Maddelena, è un edificio religioso italiano. Ubicato nella parte alta della città di Cascia, fa parte del complesso del Santuario di Santa Rita da Cascia ed è adiacente alla basilica di Santa Rita. Il monastero accolse la santa nella sua vita monastica per circa quarant'anni ed ospita ancora suore della comunità agostiniana.

## Storia
Secondo un'antica tradizione, santa Rita da Cascia fu trasportata dal Sacro Scoglio di Roccaporena fino al monastero dai tre santi protettori: san Giovanni Battista, sant'Agostino e il beato Nicola da Tolentino. A quell'epoca, il monastero era ancora dedicato a santa Maria Maddalena.
Quando la santa morì le sue opere erano già molto famose nel mondo e migliaia di pellegrini si recavano a Cascia a far visita al corpo della santa. Per venire incontro ai numerosi fedeli, le monache decisero di demolire la vecchia chiesa e di costruirne una nuova, dedicandola a Rita, per poterne custodire le spoglie. Nel corso dei secoli la struttura subì varie modifiche tra cui quelle effettuate nel 1750 da Giovanni V, re del Portogallo, guarito da un tumore agli occhi per intercessione di Rita.

## Descrizione
Al monastero si accede tramite un antico portone in legno. Varcato il portone, una breve scalinata conduce al chiostro, con un pozzo e una vite che si ritiene tradizionalmente germogliata per opera di santa Rita da un legno secco. Su questo cortile si affaccia il coro, luogo in cui secondo la tradizione venne trasportata santa Rita nella notte del "Volo" e che custodisce affreschi del XVI secolo e tele del XVII e XVIII secolo che narrano le vicende salienti della vita della santa. L'oratorio è il luogo dove santa Rita ricevette la stigmate. Attraverso una gradinata si può accedere al piano superiore dove è ubicata la cella in cui santa Rita trascorse i suoi quarant'anni di vita monastica e dove morì.
All'interno del monastero sono conservate molte reliquie della santa, tra le quali la fede nuziale che Rita indossò come sposa ed il rosario utilizzato nei momenti di preghiera. La reliquia più importante è la Cassa Solenne che per quasi tre secoli (dal 1457-62 al 1745) custodì il corpo incorrotto della santa. Paolo da Visso fu autore delle due immagini dipinte sulla Cassa che raffigurano Rita giacente e Rita in gloria, particolarmente importanti poiché restituiscono le fattezze originarie del volto della santa. Nel monastero sono conservati vari dipinti, elementi di arredo e oggetti che narrano le vicende salienti della monaca e del periodo storico in cui essa visse. È presente inoltre un roseto ricreato per ricordare il miracolo della rosa e dei fichi.